# Toro Rosso STR3
Der Toro Rosso STR3 war der dritte Formel-1-Rennwagen der Scuderia Toro Rosso und wurde in 13 von 18 Rennen der Formel-1-Saison 2008 eingesetzt. Die ersten fünf Rennen wurden mit einer B-Version des Vorjahreswagens STR2 gefahren.

## Technik und Entwicklung
Die Entwicklung des Chassis oblag Red Bull, da Toro Rosso der Tochterrennstall war. Somit war der STR3 vom Chassis her identisch zum Red Bull RB4. Der einzige Unterschied war der Motor. Während Red Bull ein Aggregat von Renault hatte, wurde Toro Rosso von Ferrari beliefert.
Angetrieben wurde der STR3 von einem V8-Ferrari-Motor mit 2,4 l Hubraum, der die Bezeichnung Ferrari Typ 056 trug.
Für die Bereifung war der Einheitslieferant Bridgestone verantwortlich.

## Lackierung und Sponsoring
Die Grundfarbe des STR3 war aufgrund des Hauptsponsors Red Bull Dunkelblau. Das Logo und der Schriftzug des Energydrink-Herstellers verliehen dem Fahrzeug rote Farbakzente.

## Fahrer
Die Fahrer des STR3 waren der Franzose Sébastien Bourdais und der Deutsche Sebastian Vettel. Testfahrer war der Neuseeländer Brendon Hartley.

## Saison 2008

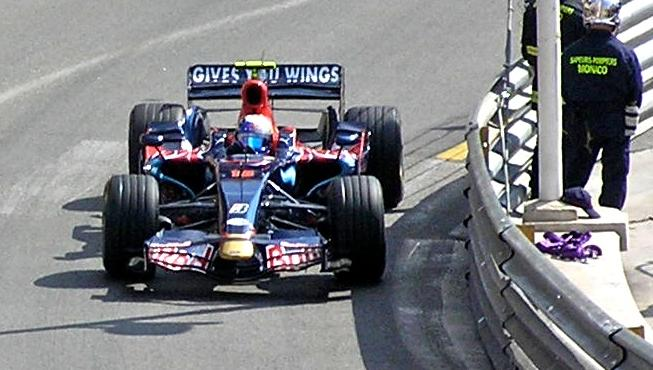
Der STR3 beim Debüt in Monaco

Der Saisonstart mit dem STR2B verlief nicht gut für das Team. Sebastian Vettel fiel in fünf Rennen viermal aus und beendete ein Rennen auf Position 17. Sébastien Bourdais beendete den Saisonauftakt auf Position sieben und fuhr zwei Punkte ein. In den folgenden vier Rennen schied allerdings auch er dreimal aus und wurde einmal 15.
Als der Rennwagen beim Großen Preis von Monaco sein Grand-Prix-Debüt hatte, fuhr Sebastian Vettel auf Position fünf und holte mit dieser Platzierung mehr Punkte als in den fünf Rennen zuvor. Teamkollege Bourdais fiel durch einen Fahrfehler auf Position zwölf liegend aus. Beim nächsten Rennen in Kanada kamen beide Piloten ins Ziel – Vettel holte mit Platz acht einen weiteren WM-Punkt und Bourdais kam als 13. ins Ziel.
Danach folgten zwei Rennen ohne Punkte für das Team. Beim Großen Preis von Großbritannien war für Vettel das Rennen bereits in der ersten Runde nach einer Kollision mit David Coulthard zu Ende.
Beim zehnten Saisonlauf in Deutschland fuhr Vettel erneut auf Platz acht. Bourdais wurde Zwölfter. Ein Rennen später erreichte Bourdais Position 18 – Vettel schied mit einem überhitzen Motor vorzeitig aus. Beim Großen Preis von Belgien kamen beide Piloten in den Punkterängen ins Ziel. Vettel wurde Fünfter und Bourdais Siebter.
Das Rennwochenende zum Großen Preis von Italien sorgte bereits beim Qualifying für Aufsehen. Sebastian Vettel sicherte sich unter nassen Bedingungen die erste Pole-Position seiner Karriere, welche auch zugleich die erste Pole-Position der Scuderia Toro Rosso war. Beim Rennen, das ebenfalls unter nassen Bedingungen stattfand, sicherte sich Vettel zudem seinen ersten Grand-Prix-Sieg, welcher wiederum der erste Sieg für Toro Rosso war. Bourdais wurde in diesem Rennen 18.
In den vier restlichen Rennen der Saison fuhr Vettel drei weitere Male in die Punkte, während sein Teamkollege ohne weitere Punkteplatzierung blieb.
Insgesamt erzielte die Scuderia Toro Rosso mit dem STR3 37 WM-Punkte. Mit den zwei weiteren Punkten aus den fünf ersten Rennen belegte man in der Konstrukteurswertung Position sechs und war damit besser als das A-Team von Red Bull Racing, welches mit 29 Punkten nur den siebten Rang erreichte.

## Ergebnisse
Die ersten fünf Rennen wurden mit einer B-Version des STR2 gefahren.
| Fahrer               | Nr.                  | 1 | 2 | 3 | 4 | 5 | 6   | 7  | 8  | 9   | 10 | 11  | 12 | 13 | 14 | 15 | 16 | 17 | 18 | Punkte | Rang |
| -------------------- | -------------------- | - | - | - | - | - | --- | -- | -- | --- | -- | --- | -- | -- | -- | -- | -- | -- | -- | ------ | ---- |
| Formel-1-Saison 2008 | Formel-1-Saison 2008 |   |   |   |   |   |     |    |    |     |    |     |    |    |    |    |    |    |    | 37/39* | 6.   |
| Sébastien Bourdais   | 14                   |   |   |   |   |   | DNF | 13 | 17 | 11  | 12 | 18  | 10 | 7  | 18 | 12 | 10 | 13 | 14 | 37/39* | 6.   |
| Sebastian Vettel     | 15                   |   |   |   |   |   | 5   | 8  | 12 | DNF | 8  | DNF | 6  | 5  | 1  | 5  | 6  | 9  | 4  | 37/39* | 6.   |

* Von den 39 insgesamt in dieser Saison erzielten Punkten wurden mit dem STR2 zwei Punkte und mit dem STR3 37 Punkte erzielt.
| Legende  | Legende            | Legende                                                          |
| Farbe    | Abkürzung          | Bedeutung                                                        |
| -------- | ------------------ | ---------------------------------------------------------------- |
| Gold     | –                  | Sieg                                                             |
| Silber   | –                  | 2. Platz                                                         |
| Bronze   | –                  | 3. Platz                                                         |
| Grün     | –                  | Platzierung in den Punkten                                       |
| Blau     | –                  | Klassifiziert außerhalb der Punkteränge                          |
| Violett  | DNF                | Rennen nicht beendet (did not finish)                            |
| Violett  | NC                 | nicht klassifiziert (not classified)                             |
| Rot      | DNQ                | nicht qualifiziert (did not qualify)                             |
| Rot      | DNPQ               | in Vorqualifikation gescheitert (did not pre-qualify)            |
| Schwarz  | DSQ                | disqualifiziert (disqualified)                                   |
| Weiß     | DNS                | nicht am Start (did not start)                                   |
| Weiß     | WD                 | zurückgezogen (withdrawn)                                        |
| Hellblau | PO                 | nur am Training teilgenommen (practiced only)                    |
| Hellblau | TD                 | Freitags-Testfahrer (test driver)                                |
| ohne     | DNP                | nicht am Training teilgenommen (did not practice)                |
| ohne     | INJ                | verletzt oder krank (injured)                                    |
| ohne     | EX                 | ausgeschlossen (excluded)                                        |
| ohne     | DNA                | nicht erschienen (did not arrive)                                |
| ohne     | C                  | Rennen abgesagt (cancelled)                                      |
| ohne     | keine WM-Teilnahme |                                                                  |
| sonstige | P/fett             | Pole-Position                                                    |
| sonstige | 1/2/3/4/5/6/7/8    | Punktplatzierung im Sprint-/Qualifikationsrennen                 |
| sonstige | SR/kursiv          | Schnellste Rennrunde                                             |
| sonstige | *                  | nicht im Ziel, aufgrund der zurückgelegten Distanz aber gewertet |
| sonstige | ()                 | Streichresultate                                                 |
| sonstige | unterstrichen      | Führender in der Gesamtwertung                                   |